# Diane Warren

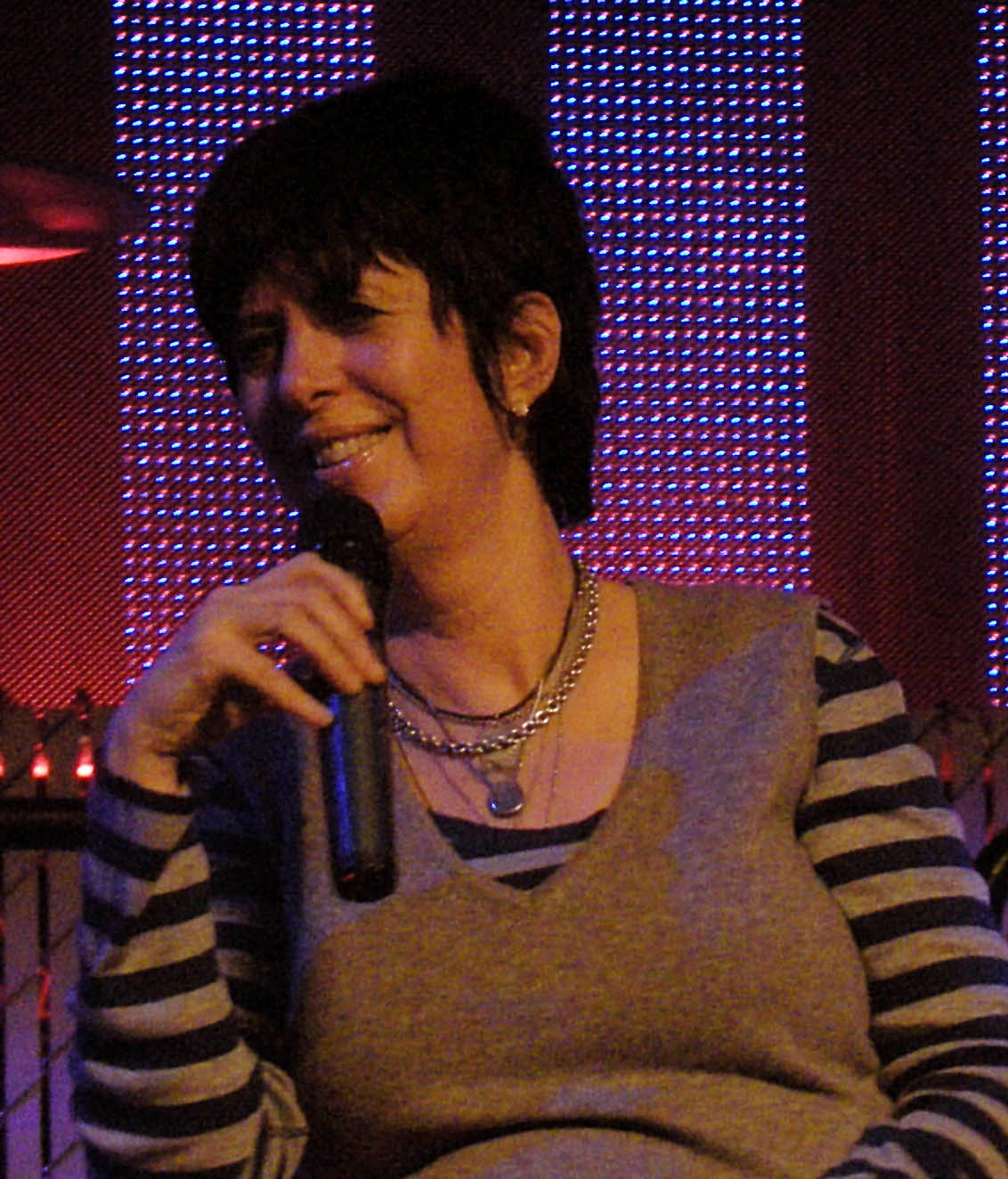
Diane Warren (2009)

Diane Eve Warren (* 7. September 1956 in Van Nuys, Los Angeles, Kalifornien) ist eine US-amerikanische Komponistin. Ihre Spezialität sind zumeist rockige Balladen. Ihr gelangen aber auch Hits in den Bereichen Country, Soul oder Pop. Für ihre Kompositionen wurde sie mehrfach ausgezeichnet, unter anderem mit dem Grammy und dem Golden Globe. Alleine in den USA hatte sie bislang neun Nummer-eins-Hits und 32 Top-10-Erfolge in den Billboard Hot 100. Im Jahr 2022 wurde ihr der Ehrenoscar für ihre Arbeit als Songwriterin zuerkannt.

## Leben
Diane Warren entstammte einer jüdischen Familie. Ihre Mutter erteilte ihr den Rat, den Traum von einer Songwriter-Karriere aufzugeben und einen Job als Sekretärin auszuüben. Unterstützung für ihren späteren Beruf bekam sie aber von ihrem Vater. Den Song Because You Loved Me (zu deutsch: Weil du mich geliebt hast) schrieb Warren zum Andenken an ihren Vater.
Diane Warren erhielt ihren ersten Vertrag Anfang der 1980er Jahre von dem deutschen Musikproduzenten Jack White, der zu diesem Zeitpunkt einen Durchbruch auf dem internationalen Pop-Markt anstrebte. Zu den ersten Künstlern, die Songs von Warren aufnahmen, gehörten Stevie Woods und Laura Branigan. Für Letztere schrieb sie unter anderem den englischen Text zu Solitaire, im Original ein französischer Titel von Martine Clémenceau. Dieser Song stand 1983 auf Platz 7 der US-Billboard Hot 100 – der erste Hit für Warren. Bereits 1982 entstand mit Branigan das Lied If You Loved Me. White, der zu diesem Zeitpunkt vor allen Dingen als Schlagerproduzent Erfolg hatte, nahm den Song im gleichen Jahr auch mit Lena Valaitis und Jahre später mit Andrea Jürgens auf.
1985 folgte Rhythm of the Night von DeBarge: Warren hatte dieses Mal nicht nur den Text geschrieben, sondern auch die Musik komponiert.
1986 gründete Warren nach einem Rechtsstreit mit Jack White ihr eigenes Verlagshaus, Realsongs. Dies gab ihr die Kontrolle über ihre Kompositionen. Es folgten große Hits wie Nothing’s Gonna Stop Us Now von Starship, Who Will You Run To? von Heart oder I Get Weak von Belinda Carlisle.
Sowohl in den USA als auch in Großbritannien hatte sie bis heute über 100 Hits in den Single-Charts. Neun Mal gelang ihr ein Platz eins in den USA: Nothing’s Gonna Stop Us Now von Starship (1987), Look Away von Chicago (1988), Blame It on the Rain von Milli Vanilli (1989) sowie When I See You Smile von Bad English (1989), Love Will Lead You Back von Taylor Dayne (1990), Because You Loved Me von Céline Dion (1996), und Un-Break My Heart für Toni Braxton (1996), I Don’t Want to Miss a Thing von Aerosmith (1998) und Have You Ever von Brandy (1999). In Großbritannien standen neben Nothing’s Gonna Stop Us Now von Starship auch Don’t Turn Around von Aswad (1988) und Can’t Fight the Moonlight von LeAnn Rimes (2000) auf Platz eins der Charts.

## Songs für Film und Fernsehen
Mehr als 70 Songs von ihr sind in Filmen und Fernsehserien zu hören. Zu den bekanntesten gehören:
Because You Loved Me gesungen von Celine Dion aus dem Film Aus nächster Nähe,
I Don’t Want to Miss a Thing von Aerosmith aus Armageddon und There You’ll Be von Faith Hill aus Pearl Harbor. Oder Faith Of The Heart einmal gesungen von Rod Stewart für den Film Patch Adams; in der OST-CD ist es der erste Titel, und später wurde der Titel umgeändert für den Titelsong der Sci-Fi-Fernsehserie Star Trek: Enterprise, Where My Heart Will Take Me, gesungen von dem englischen Tenor Russell Watson. Für den Song You Haven’t Seen the Last of Me aus dem Musicalfilm Burlesque (2010) gewann sie den Golden Globe Award. Nominierungen 2016 Til It Happens To You (deutsch: ‚Bis es dir passiert‘), zusammen geschrieben und gesungen von Lady Gaga für den Dokumentarfilm Freiwild – Tatort Universität; 2018 als Best Song für Stand Up for Something aus dem Film Marshall mit den Co-Komponisten Common und Andra Day.

## Diane Warren Foundation
Die Diane Warren Foundation wurde gegründet, um Bereiche zu unterstützen, die Warren am Herzen liegen. Die Stiftung widmet sich der Förderung der Rechte und des Schutzes von Tieren und bereichert das Leben von älteren Menschen und Menschen mit lebensbedrohlichen Erkrankungen. Die Diane Warren Foundation betätigt sich auch im Rahmen von Musikwohltätigkeitsveranstaltungen.

## Auszeichnungen
Sieben Mal (1988, 1997, 1998, 1999, 2001, 2002, 2003) gewann Warren den Most Performed Songs from Motion Pictures Award des amerikanischen Musikerverbandes ASCAP.
Bei den Grammy Awards 1997 gewann sie mit dem Stück Because You Loved Me von Céline Dion. Insgesamt war sie bislang 15 Mal für den Grammy nominiert. Auch für den Oscar war sie insgesamt 16 mal nominiert, zuletzt 2025 für The Journey. Im Juni 2022 wurde ihr der Ehrenoscar für ihr Lebenswerk als Songwriterin zuerkannt.
2011 gewann sie den Golden Globe für den Song You Haven't Seen the Last of Me (Cher) aus dem Soundtrack zu dem Film Burlesque.
2020 wurde sie, gemeinsam mit Anna Netrebko, mit dem Polar Music Prize ausgezeichnet.